# Джим Вімер
Джим Вімер (англ. Jim Wiemer, нар. 9 січня 1961, Садбері) — канадський хокеїст, що грав на позиції захисника.

## Ігрова кар'єра
Вімер розпочав свій хокейний шлях у 1978 році в складі клубу «Петерборо Пайтс» з міста Пітерборо (Онтаріо) в Хокейній Лізі Онтаріо. Він допоміг своїй команді завоювати Меморіальний кубок 1979 та продовжував виступати в команді до заершення сезону 1980/81 років. Саме останній сезон у «Петерборо» й став для Джима найпродуктивнішим, за його підсумками гравець набрав 95 пунктів (41 гол та 54 асисти). Під час свого виступу за цю команду, в 1980 році, був обраний на драфті НХЛ під 83-м загальним номером командою «Баффало Сейбрс». 
Професіональну кар'єру розпочав у «Рочестер Американс» в Американській хокейній лізі (АХЛ) під керівництвом Майка Кінана. Спочатку виступав на позиції нападника, але згодом Кінан перевів його на позицію захисника. Був ключовим гравцем команди у Кубку Колдера 1983 року.
Вінер розпоав кар'єру в НХЛ й поступово почав залучатися до вище вказаних клубів. Перший трансфер Джима у НХЛ відбувся 6 грудня 1984 року, коли «Сейбрс» обміняли його та Стіва Патріка на гравців «Нью-Йорк Рейнджерс» Кріса Рено та Дейва Мелоуні.
Проте в 1986 року «Рейджерс» продали його до «Едмонтон Ойлерз». У сезоні 1987/88 років Вімер зіграв у 12-и матчах регулярного сезону та 2 поєдинках фіналу плей-оф Конференції, завдяки чому отримав перстень володаря Кубка Стенлі. Тим не менше, його ім'я не потрапило на Кубок Стенлі. Критерієм для потрапляння ім'я на Кубок Стенлі: щонайменше 41 зіграний матч у регулярному сезоні та/або 1 поєдинок у Фінальній серії Кубку. Проте в основному Джим виступав за професіональні фарм-клуби «Ойлерз», а в березні 1989 року був проданий до «Лос-Анджелес Кінгс».
У липні 1989 року на правах вільного агента приєднався до «Бостон Брюїнс», де нарешті став основним гравцем. Під керівництвом Майка Мілбері Вімер став ключовим гравцем «Бостон» протягом більшої частини наступних чотирьох сезонів. Також протягом одного сезону був гравцем «Брюїнс» у АХЛ. У 1994 році Джим повернувся до «Рочестер Американс», де відіграв свій останній в кар'єрі сезон.
У НХЛ зіграв 325 (з урахуванням плей-оф — 387) матчів. Набрав 101 (з урахуванням плей-оф — 114) очко в НХЛ, в тому числі 29 м'ячів та 72 асисти (34 та 80 — відповідно з урахуванням плей-оф), а також 378+17 (437+14) штрафних хвилин. Протягом професіональної кар'єри набрав 999 очок.

## Досягнення
- Нагорода Едді Шора (1985/86) — найкращий захисник АХЛ
- У 2010 року Джим Вімер потрапив до Залис слави Рочестер Американс разом зі своїм колишнім партнером Ренді Каннівортом та тренером Кентом Вейсбеком.